# Leon Festinger
Leon Festinger, né le 8 mai 1919 et mort le 11 février 1989  à New York  est un psychologue américain. Auteur de la théorie de la comparaison sociale et  de la théorie de la dissonance cognitive, il est également pionnier pour l'utilisation de méthodologies expérimentales en psychologie sociale.  

## Biographie

### Jeunesse et formation
Né à Brooklyn, aux États-Unis, dans une famille juive d'origine russe, Leon Festinger obtient un bachelor's degree du City College of New York en 1939. Il intègre l'université d'État de l'Iowa où il  obtient un master's degree, puis un doctorat en 1942 sous la direction de Kurt Lewin, figure importante de la psychologie sociale moderne,.

### Carrière universitaire
Après la Seconde Guerre mondiale, Festinger  travaille comme statisticien pour le Comité de recrutement et de formation des pilotes de l’université de Rochester puis il entre au Massachusetts Institute of Technology (MIT), où Kurt Lewin fonde un centre de recherche de psychologues expérimentaux sous le nom Research Center for Group Dynamics. 
En 1948, après la mort de son mentor, le centre de recherches est transféré à l'Université du Michigan. Leon Festinger travaille à l'Université du Minnesota à partir de 1951. Puis, il enseigne à l'Université Stanford de 1955 à 1968, puis à la New School for Social Research de 1968 à sa mort.

## Travaux scientifiques
En 1954, Léon Festinger théorise principalement des problématiques psychosociales dont la théorie de la comparaison sociale où il émet l'hypothèse qu'il existe chez tout homme une tendance à évaluer ses opinions et ses aptitudes personnelles. Puis, en 1957, il poursuit ses recherches avec  la théorie de la dissonance cognitive (A Theory of Cognitive Dissonance, 1957) qui influencera considérablement les recherches dans le domaine de la psychologie sociale. A travers cette théorie, il tente d'expliquer comment l'être humain gère les tensions engendrées par des éléments incompatibles.
Il étudie également la méthodologie expérimentale et invente les tests statistiques non paramétriques. 
Considéré comme l'un des dix scientifiques les plus prometteurs d'Amérique par le magazine Fortune peu de temps après la publication de la théorie de la comparaison sociale, il quitte le domaine de la psychologie sociale en 1964, attribuant sa décision à « une conviction qui grandissait en moi à l'époque où j'étais personnellement dans une ornière et où j'avais besoin d'une injection de stimulation intellectuelle provenant de nouvelles sources pour continuer à être productif ».

Ses recherches scientifiques s'orientent alors vers le système visuel, en se concentrant sur le mouvement des yeux humains et la perception des couleurs.

## Récompenses
- Membre de l'Académie nationale des sciences (NAS), de l'Association américaine pour l'avancement des sciences (AAAS), de la Society of Experimental Psychologists (en) (SEP) et de la Society of Experimental Social Psychology (en) (SESP).
- APA Award for Distinguished Scientific Contributions to Psychology (en) décerné par la Société américaine de psychologie[4].

## Publications
- Festinger, Leon. "The significance of difference between means without reference to the frequency distribution function." Psychometrika 11.2 (1946): 97-105.

- (en) « A Theory of Social Comparison Processes », Human Relations, vol. 7, no 2,‎ mai 1954, p. 117-140 (ISSN 1741-282X, lire en ligne)
- Leon Festinger, Henry W. Riecken et Stanley Schachter (trad. de l'anglais par Sophie Mayoux et Paul Rozenberg), L'Échec d'une prophétie : psychologie sociale d'un groupe de fidèles qui prédisaient la fin du monde [« When Prophecy Fails »], Presses universitaires de France, 1993, 2022 (1re éd. 1956), 252 p. (ISBN 978-2-13-045619-3)
- (en) A Theory of Cognitive Dissonance, Stanford University Press, 2009 (1re éd. 1957), 291 p. (ISBN 978-0-8047-0911-8, lire en ligne)